# Der Graf von Monte Christo (1979)
Der Graf von Monte Christo (Originaltitel: Le Comte de Monte-Cristo) ist ein Fernsehmehrteiler aus dem Jahr 1979, der als Koproduktion von Frankreich, Deutschland und Italien entstand und von der ARD als Sechsteiler im Fernsehen ausgestrahlt wurde (in Frankreich als Vierteiler). Regie führte Denys de La Patellière. In der Titelrolle ist Jacques Weber zu sehen.

## Handlung
Der junge Seemann Edmond Dantès erreicht mit dem Schiff Pharao den Hafen von Marseille. Dort spinnen der Zahlmeister der Pharao, Danglars, der Vetter von Edmonds Verlobter Mercédès, Mondego, und Edmonds Nachbar Caderousse, die alle Grund zur Eifersucht auf Edmond haben, eine Verschwörung gegen Edmond, in die auch der Staatsanwalt de Villefort miteinbezogen wird. Aufhänger dafür wird eine vermeintliche Nähe Edmonds zu Napoleon, da er im Auftrag des zuvor verstorbenen Kapitäns Elba angelaufen hatte. So landet er im Château d’If, dem der Stadt auf einer Insel vorgelagerten Gefängnis für Staatsfeinde.
Dort kommt Edmond nach langer Zeit mit dem Mithäftling Abbé Faria zusammen, einem Intellektuellen, der sich auf der versuchten Flucht in die Zelle Edmonds verirrt hat. Gemeinsam erörtern sie die Umstände von Edmonds Inhaftierung. Faria teilt ihm die Lage eines verborgenen und unermesslichen Schatzes auf der Insel Monte Christo mit und stirbt. Edmond flieht.
Als nun reichem und unnahbarem Mann in Gestalt des „Grafen von Monte Christo“ gelingt es Edmond in unterschiedlichen Rollen, seine Verschwörer aufzuspüren und sich unerkannt an ihnen zu rächen. Caderousse ist inzwischen ein armer Gastwirt, Danglars ein reicher Bankier, Mondego Offizier und Ehemann von Mercédès und de Villefort königlicher Staatsanwalt. Im Zuge des Rachefeldzuges von Edmond Dantès werden die Verschwörer und Beteiligten getötet oder diskreditiert.

## Deutsche Episodenliste
1. Der Gefangene von Château d’If
2. Das Vermächtnis des Abbé Faria
3. Der Wiedererstandene
4. Die ehrenwerten Schurken
5. Rätselhafte Todesfälle
6. Die Vergeltung

## Hintergrund
Die ARD-Fernsehfassung der Serie besteht aus sechs Episoden. Die Dreharbeiten fanden in Lissabon sowie im benachbarten Queluz statt. Zur Produktion schlossen sich die Bavaria Atelier GmbH in München sowie FR3 und Europa-Films in Paris zusammen. Weitere Beteiligte waren Edizioni Farnese und Rex Cinematografica in Rom, Atelier Films Juan Estelrich in Madrid sowie das portugiesische Fernsehen RTP in Lissabon, das belgische Fernsehen R.T.B.F. in Brüssel und das schweizerische Fernsehen S.S.R. in Genf.
Die Serie erschien in Deutschland in der ARD am 23. Juni 1980, in Frankreich wurde sie bereits ab dem 29. Dezember 1979 ausgestrahlt. Es folgten Ausstrahlungen in Österreich und Wiederholungen im deutschen Regionalfernsehen. Die deutsche Nachbearbeitung, unter anderem der Dialoge, erfolgte durch Horst Sommer, Günther Sauer und Theo van Alst.
Weber inszenierte das Stück unter dem Titel Monte Christo 1987 am Théâtre national de Nice und spielte selbst die Rolle des Edmond Dantès.

## Rezeption
Es ist die laut Kritikern umfassendste und werkgetreueste Adaption des Romans Der Graf von Monte Christo von Alexandre Dumas. Sie übernahm auch wörtliche Zitate aus der Romanvorlage.